# Jansen (Colorado)
Jansen es un lugar designado por el censo ubicado en el condado de Las Ánimas en el estado estadounidense de Colorado. En el Censo de 2010 tenía una población de 112 habitantes y una densidad poblacional de 36,87 personas por km².

## Geografía
Jansen se encuentra ubicado en las coordenadas 37°9′29″N 104°33′0″O / 37.15806, -104.55000. Según la Oficina del Censo de los Estados Unidos, Jansen tiene una superficie total de 3.04 km², de la cual 3.04 km² corresponden a tierra firme y (0%) 0 km² es agua.

## Demografía
Según el censo de 2010, había 112 personas residiendo en Jansen. La densidad de población era de 36,87 hab./km². De los 112 habitantes, Jansen estaba compuesto por el 82.14% blancos, el 0% eran afroamericanos, el 0.89% eran amerindios, el 0% eran asiáticos, el 0% eran isleños del Pacífico, el 15.18% eran de otras razas y el 1.79% pertenecían a dos o más razas. Del total de la población el 58.04% eran hispanos o latinos de cualquier raza.